# Апостольский нунций в Непале
Апостольский нунций в Федеративной Демократической Республике Непал — дипломатический представитель Святого Престола в Непале. Данный дипломатический пост занимает церковно-дипломатический представитель Ватикана в ранге посла. Апостольская нунциатура в Непале была учреждена на постоянной основе 10 сентября 1985 года.
В настоящее время Апостольским нунцием в Непале является архиепископ Леопольдо Джирелли, назначенный Папой Франциском 13 сентября 2021 года.

## История
Апостольская нунциатура в Непале была учреждена на постоянной основе 10 сентября 1985 года, бреве «Qui Dei consilio» папы римского Иоанном Павлом II. Однако апостольский нунций не имеет официальной резиденции в Непале, в его столице Катманду и является апостольским нунцием по совместительству, эпизодически навещая страну. Резиденцией апостольского нунция в Непале является Нью-Дели — столица Индии.

## Апостольские нунции в Непале
- Агостино Каччавиллан — (30 апреля 1985 — 13 июня 1990 — назначен апостольским про-нунцием в США и постоянным наблюдателем при Организацией американских государств);
- Георг Цур (13 августа 1990 — 7 декабря 1998 — назначен президентом Папской Церковной Академии);
- Лоренцо Бальдиссери — (19 июня 1999 — 12 ноября 2002 — назначен апостольским нунцием в Бразилии);
- Педро Лопес Кинтана — (8 февраля 2003 — 10 декабря 2009 — назначен апостольским нунцием в Канаде);
- Сальваторе Пеннаккьо — (8 мая 2010 — 6 августа 2016 — назначен апостольским нунцием в Польше);
- Джамбаттиста Дикваттро — (21 января 2017 — 29 августа 2020 — назначен апостольским нунцием в Бразилии);
- Леопольдо Джирелли — (13 сентября 2021 — по настоящее время).